# Rétromère
Le rétromère est un complexe de protéines qui joue un rôle important dans le recyclage des récepteurs transmembranaires des endosomes vers le réseau trans-Golgi (TGN),,. 

## Contexte
Le rétromère est un complexe hétéropentamérique qui, chez l'homme, est composé d'un dimère moins défini de nexine de tri associé à la membrane (contenant les protéines SNX1, SNX2, SNX5, SNX6) et d'un trimère de tri des protéines vacuolaire (Vps) contenant Vps26, Vps29, Vps35. Bien que le dimère SNX soit requis pour le recrutement du rétromère dans la membrane endosomale, la fonction de liaison du chargement de ce complexe est apportée via le trimère central par la liaison de la sous-unité Vps35 à diverses molécules du chargement dont M6PR, wntless et la sortiline. Une des premières études sur le tri des hydrolases acides telles que la carboxypeptidase Y (CPY) chez les mutants de la levure S. cerevisiae a conduit à l'identification de rétromères dans la médiation du trafic rétrograde du récepteur pro-CPY (Vps10) des endosomes vers le TGN. 

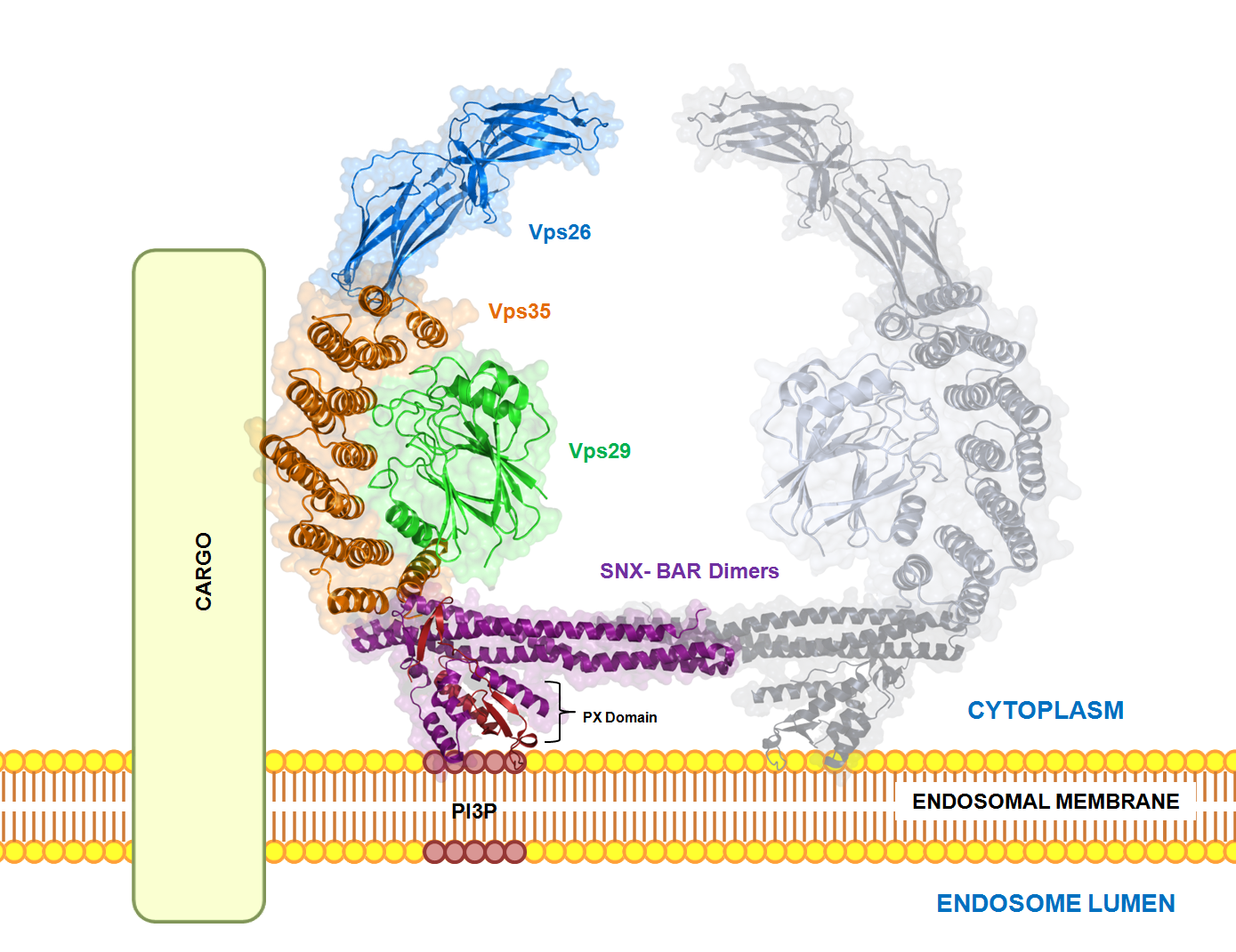
Complexe protéique d'un rétromère

## Structure
Le complexe rétromère est hautement conservé : des homologues ont été trouvés chez le nématode C. elegans, la souris et l'humain. Le complexe rétromère est constitué de 5 protéines chez la levure : Vps35p, Vps26p, Vps29p, Vps17p et Vps5p. Le rétromère des mammifères est composé de Vps26, Vps29, Vps35, SNX1 et SNX2, et éventuellement SNX5 et SNX6. On pense qu'il agit via deux sous-complexes : le complexe de reconnaissance du chargement composé de Vps35, Vps29 et Vps26 (trimère Vps), et le complexe de dimères SNX-BAR qui sont constitués de SNX1 ou SNX2 + SNX5 ou SNX6 qui facilitent le remodelage et la courbure de la membrane endosomale, entraînant la formation de tubules ou vésicules qui transportent les molécules de chargement vers le réseau trans-Golgi (TGN). 

## Fonction
Il a été démontré que le complexe rétromère sert de médiateur à la récupération de divers récepteurs transmembranaires, tels que le récepteur au mannose-6-phosphate indépendant des cations, l'équivalent mammifère fonctionnel de Vps10 ainsi que le récepteur des Wnt, Wntless. Le rétromère est nécessaire pour le recyclage de Kex2p et DPAP-A qui circulent également entre le réseau trans-Golgi et un compartiment pré-vacuolaire (équivalent de l'endosome) chez la levure. Il est également nécessaire pour le recyclage du récepteur de surface cellulaire CED-1, qui est requis pour la phagocytose des cellules apoptotiques. 
Le rétromère joue un rôle central dans la récupération de plusieurs protéines de chargement différentes depuis l'endosome vers le réseau trans-Golgi. Cependant, il est clair qu'il existe d'autres complexes et protéines qui agissent dans ce processus de récupération. Jusqu'à présent, on ne sait pas si d'autres composants qui ont été identifiés dans la voie de récupération agissent avec un rétromère dans la même voie ou sont impliqués dans des voies alternatives. Des études récentes ont montré des défauts de tri des rétromères dans la maladie d'Alzheimer, et la maladie de Parkinson d'apparition tardive. 
Le rétromère semble également jouer un rôle dans la réplication du virus de l'hépatite C. 

## Trafic rétrograde médié par le rétromère
L'association du complexe Vps35-Vps29-Vps26 aux domaines cytosoliques des membranes endosomales des molécules de chargement déclenche l'activation du trafic rétrograde et de la capture du chargement. Le complexe de nucléation se forme par l'interaction du complexe VPS avec Rab7 activée par GTP avec la clathrine, les adaptateurs de clathrine et diverses protéines de liaison. 
Le dimère SNX-BAR pénètre dans le complexe de nucléation par liaison directe ou mouvement latéral sur la surface endosomale. L'augmentation du niveau de rétromère SNX-BARs provoque un basculement conformationnel vers un mode induisant une courbure qui initie la formation de tubules membranaires,. Une fois que les transporteurs de chargement sont arrivés à maturité, la scission des transporteurs est ensuite catalysée par la dynamine-II ou l'EHD1, de concert avec les forces mécaniques générées par la polymérisation de l'actine et l'activité motrice. 
Le transporteur de chargement est transporté vers le TGN par des protéines motrices telles que la dynéine. L'attachement du transporteur de chargement au compartiment-destinataire provoque le décrochage du transporteur qui est médié par l'hydrolyse de l'ATP et du complexe Rab7-GTP. Une fois libérés du transporteur, le complexe Vps35-Vps29-Vps26 et les dimères SNX-BAR sont recyclés sur les membranes endosomales.